# Kvam
Kvam és un municipi situat al comtat de Vestland, Noruega. Té 8.475 habitants (2016) i la seva superfície és de 616,47 km². El centre administratiu del municipi és el poble de Norheimsund.